# Viejo de Creta

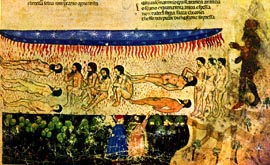
La llanura de los violentos contra la naturaleza, Dante y Virgilio, desde abajo en el bosque, indican al Viejo de Creta sobre la derecha (manuscrito de un Anónimo veneto, finales del).

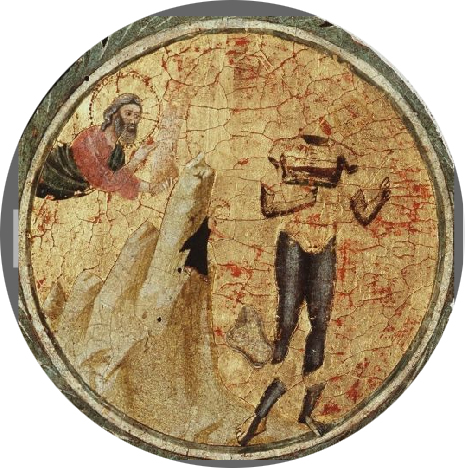
Daniel interpreta el sueño de Nabucodonosor (Pacino di Buonaguida, Albero della Vita).

El Viejo de Creta es un personaje alegórico del Infierno de Dante Alighieri.

## Historia
El Viejo de Creta viene introducido al explicar Virgilio el origen de los ríos infernales (Inf. XIV, vv. 94-120) y es una figura sacada de la Biblia, del Libro de Daniel (II 31-33), donde está descrito el sueño de Nabucodonosor, que solo el profeta Daniel logra interpretar.
Se trata de una estatua ciclópea que Dante coloca en Creta en los meandros del Monte Ida, donde estaba escondido Zeus y que se encuentra estratégicamente a mitad camino entre la tierra de oriente, sede de las civilizaciones antiguas (simbolizadas en el texto por Damieta, en Egipto), y Roma, centro del mundo latino contemporáneo a Dante.
El Viejo de Creta es la estatua de un viejo, con una cabeza de oro fino, los brazos y el pecho de plata y el busto hasta la pelvis de cobre. Las piernas son de hierro, incluyendo el pie izquierdo, mientras el derecho es de cerámica y justamente sobre este pie más frágil se apoya en mayor parte. 
De todos lados, salvo en la parte de oro, se abren fisuras de las cuales gotean lágrimas, que se juntan y salen de la cueva en forma de río. Este río después baja roca por roca y forma el Aqueronte, el Estigia y el Flegetonte. Después siguen bajando y confluyen en el Cocito, donde no se puede bajar (Dante imagina allí el centro de la tierra). Virgilio concluye diciendo que más adelante verá aquel estaño, pero no quiere hablar de él ahora.  Respecto a Daniel los pies son diferentes, en este son una amalgama de hierro y cerámica, como símbolo de la mezcla de las razas más antiguas y fuertes con las más débiles. En Daniel, una piedra que se separa golpea los pies, punto débil, que rompiéndose hace colapsar toda la estatua. En la Biblia no hay rastro de las grietas de las cuales salen lágrimas. 
La explicación de este complejo sistema de símbolos deriva de la tradición bíblica: las varias secciones del Viejo representarían las épocas de la civilización. Desde una época áurea, de donde no salen lágrimas, es decir, privada del pecado (de pecadores que lloran), se pasa a reinos cada vez menos virtuosos y más frágiles, hasta llegar a los dos pies que representarían la época contemporánea. Su división sería aquella típica del mundo dantesco entre el poder papal e imperial: el Imperio sería el pie de hierro, todavía fuerte pero poco presente, porque ahora se apoya sobre el otro pie, el del papado, más débil porque es de arcilla, pero más potente. El viejo, corrompido por innumerables fracturas se reflejaría en Roma, también ella dominada por la corrupción. En Daniel, en cambio, el mundo actual estaba en la edad de oro, mientras que la degradación estaba vista respecto al futuro. Por lo tanto, Dante actualiza el complejo simbólico a los tiempos contemporáneos, como si ya se hubiese llegado al punto de colapso de la estatua y, por lo tanto, de la civilización. También el hecho de que de Daniel no salgan los ríos de lágrimas puede ser encuadrado en el hecho que esta adición es fruto de la decadencia secular sucedida hasta el tiempo de Dante.
Según otra interpretación más «filosófica», ligada a la Ética nicomáquea de Aristóteles, el Viejo representaría la decadencia del alma de todo ser humano, con la cabeza de oro que simboliza al libre albedrío y con las otras secciones más o menos deterioradas por el pecado que serían las varias facultades psíquicas. Las lágrimas tendrían una función iniciadora porque con su evaporación apagarían las llamas del giro de los violentos contra la naturaleza (golpeado por una continua lluvia de fuego, otra sugestión bíblica de la destrucción de Sodoma) permitiendo el pasaje del peregrino Dante. En definitiva, por lo tanto, el llanto del viejo sería como una alegoría del pecado, que sale de los hombres y castiga a los mismos hombres a través de los ríos infernales.